# 黑色決殺令 (電視動畫)
《黑色決殺令》（英語：Black Dynamite）是一部美國電視成人動畫劇集，改編自2009年同名電影，儘管該動畫整體與電影劇情無關，但部分情節和設定相連。動畫在電影上映後不久宣布，10多分鐘的試播集2011年8月8日在Adult Swim Video上發布，2012年7月15日起全劇在Adult Swim上播出；2015年1月10日完結，共20集。動畫大部分劇集因血腥、暴力、強烈的性暗示（包括裸體、提及賣淫和性行為的描述）、種族主義和歧視的褻瀆及幽默，而都被評為TV-MA級（類似於電影本身的R級）。
電影的邁克·賈·懷特、拜倫·明斯、金·惠特莉和湯米·戴維森都回歸為自己的角色配音。

## 另見
- 《黑色決殺令》

## 外部連結
- 官方网站
- 互联网电影数据库（IMDb）上《黑色決殺令》的资料（英文）
- 大卡通上《黑色決殺令》的資料